# Gojko Mitić
Gojko Mitič (srbsky Гојко Митић, * 13. června 1940, Strojkovce u Leskovace, Jugoslávie) je srbský herec, scenárista a režisér. Jedná se o herce, jenž v mnoha svých dobrodružných filmech (východoněmeckého původu) představoval hrdinné indiánské náčelníky a stal se tak dětským idolem své doby. Zahrál si ale i v západoněmeckých filmech, kde náčelníka Vinnetoua představoval herec Pierre Brice. Objevuje se i v nové adaptaci Vinnetoua (TV minisérie z roku 2016) v roli náčelníka Inču-čuny. Žije v Berlíně.

## Výběr z filmografie

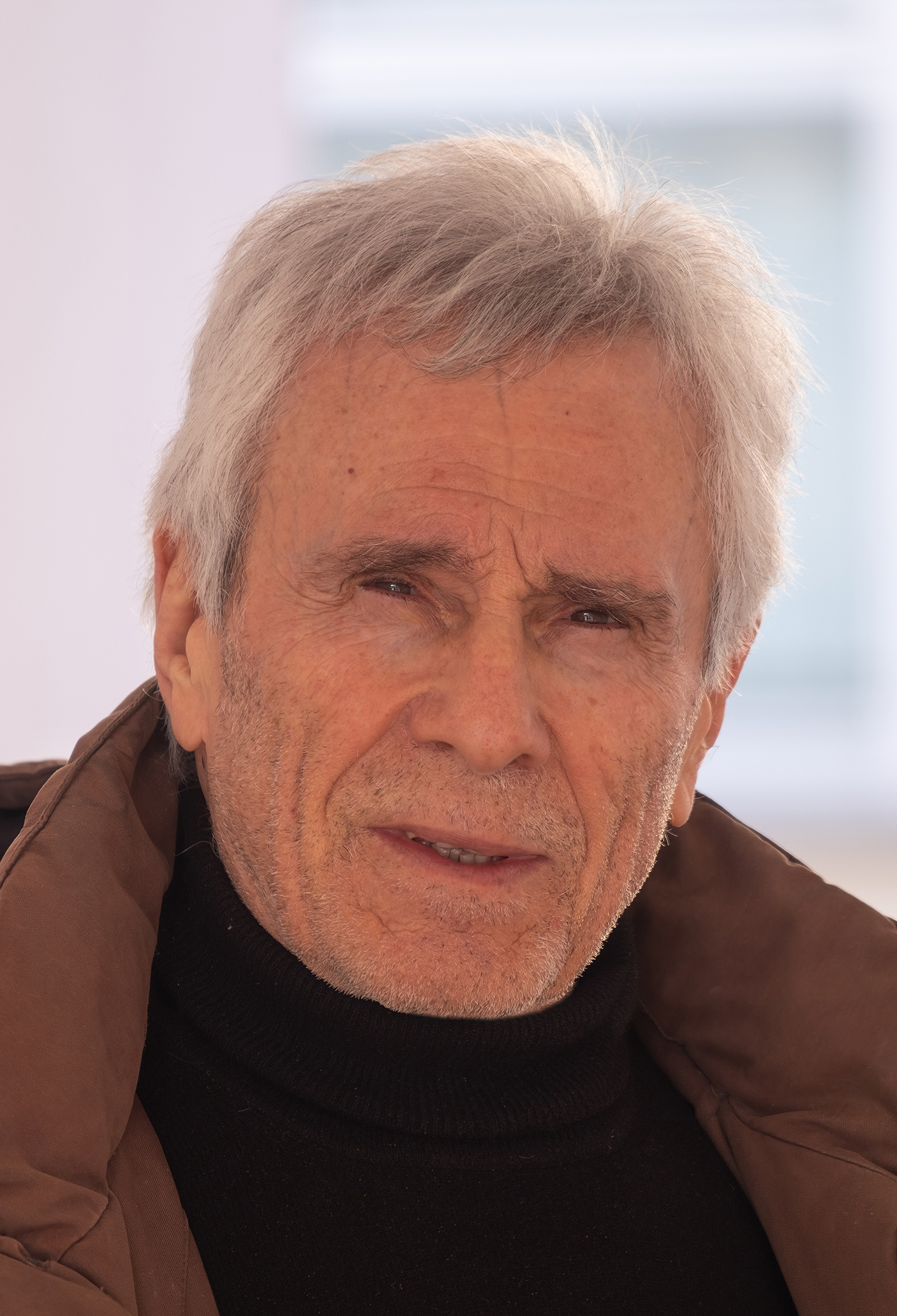
Gojko Mitič v roce 2023

- 1963 Vinnetou
- 1964 Old Shatterhand
- 1964 Vinnetou - Rudý gentleman
- 1964 Mezi supy
- 1965 Vinnetou - Poslední výstřel
- 1965 Synové Velké medvědice[p 1]
- 1967 Náčelník Velký had
- 1968 Zlato v Black Hills
- 1969 Bíli vlci
- 1970 Smrtelný omyl
- 1971 Statečný Osceola
- 1972 Tecumseh
- 1973 Apači[p 2]
- 1974 Ulzana[p 2]
- 1975 Pokrevní bratři
- 1978 Odvážný Severino
- 1983 Zvěd
- 2016 Vinnetou (minisérie)
- 2019 Balkánská linie